# Narraga tessularia
Narraga tessularia är en fjärilsart som beskrevs av Metzner 1845. Narraga tessularia ingår i släktet Narraga och familjen mätare. Inga underarter finns listade i Catalogue of Life.

## Bildgalleri

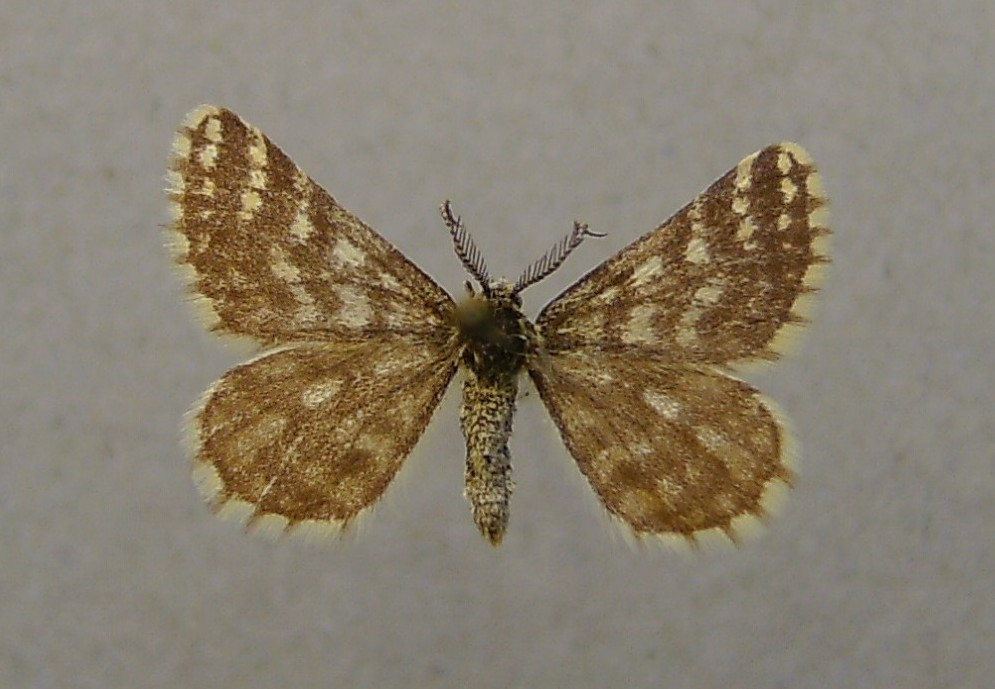